# Båt av Billa
Båt av Billa är en benämning på en frälsesläkt som förde en båt i vapnet och vars sätesgård var Billa gård i Hemmesryd vid Åryd.
Ättens äldsta kända medlem är Ragvald Håkansson som tillsammans med sin hustru och med fadern Håkans samtycke 1401 utfärdade ett brev i Virserums sn, Aspelands hd i Småland.
Håkan Ragvaldsson (troligen son till Ragvald Håkansson) nämns 1409. Han bodde i Virserum i Virserums sn, Aspelands hd i Småland. Vapen: båt.
Mats Håkansson (troligen son till Håkan Ragvaldsson) nämns 1743. Han var möjligen gift med en brors- eller systerdotter till Nils Turesson (Balk av Billa). Vapen: båt.
Håkan Matsson (son till Mats Håkansson) bodde 1533 på Billa, Hemmesjö sn, Konga hd i Småland. Han dog sannolikt före 1535 eftersom han saknas rusttjänstlängderna för detta år. Han är begraven i Hemmesjö kyrka. Han var gift först med Ingrid Nilsdotter, dotter till Nils Jönsson (Halvhjort av Älmtaryd). Han gifte om sig med Elins Svensdotter, systerdotter till Lindorm Mattsson (Läma).